# Panzerjäger I
El Panzerjäger I (literalmente, cazador de tanques en alemán) fue el primer de los diseños Panzerjäger para cazacarros alemanes durante la Segunda Guerra Mundial. Estaba basado en el chasis del Panzer I Ausf. B y montaba un cañón anticarro Škoda 4,7cm KPÚV vz. 38. El Panzerjäger proporcionó una solución barata y efectiva para combatir a los tanques enemigos, primero franceses y británicos y luego soviéticos, y sirvió para aumentar la vida útil de los obsoletos Panzer I.
El nombre oficial del Panzerjäger era 4.7cm Pak(t) (Sf) auf Panzerkampfwagen I. La (t) es la abreviatura de "tschechisch" -"checo" en alemán"- y (SF) la de "Selbstfahrlafette" (transporte de cañón autopropulsado); es decir: cañón anticarro checoslovaco de 4,7 cm. montado sobre chasis de PzKpfw I
Como en la mayoría de los cazacarros, la tripulación estaba muy expuesta, ya que su única protección provenía del escudo frontal del arma; el cañón, además, tenía un giro transversal muy limitado.
Se convirtieron 202 Panzer I a Panzerjäger I, 132 de ellos por Alkett y los restantes 70 por Škoda. Las versiones de Škoda tenía un escudo protector con siete lados, mientras que los de Alkett tenían cinco.
Los Panzerjäger I combatieron por primera vez en la Batalla de Francia, y continuaron en África del Norte y el Frente Oriental. Cuando fueron reemplazados en primera línea por mejores cañones autopropulsados en 1943, los Panzerjäger I fueron relegados a tareas secundarias como operaciones antipartisanas en los Balcanes.

### En inglés
- Panzerjäger I en wwwiivehicles
- Panzerjäger I en AFV

- Datos: Q160886
- Multimedia: Panzerjäger I / Q160886